# Jacopo Chiavistelli

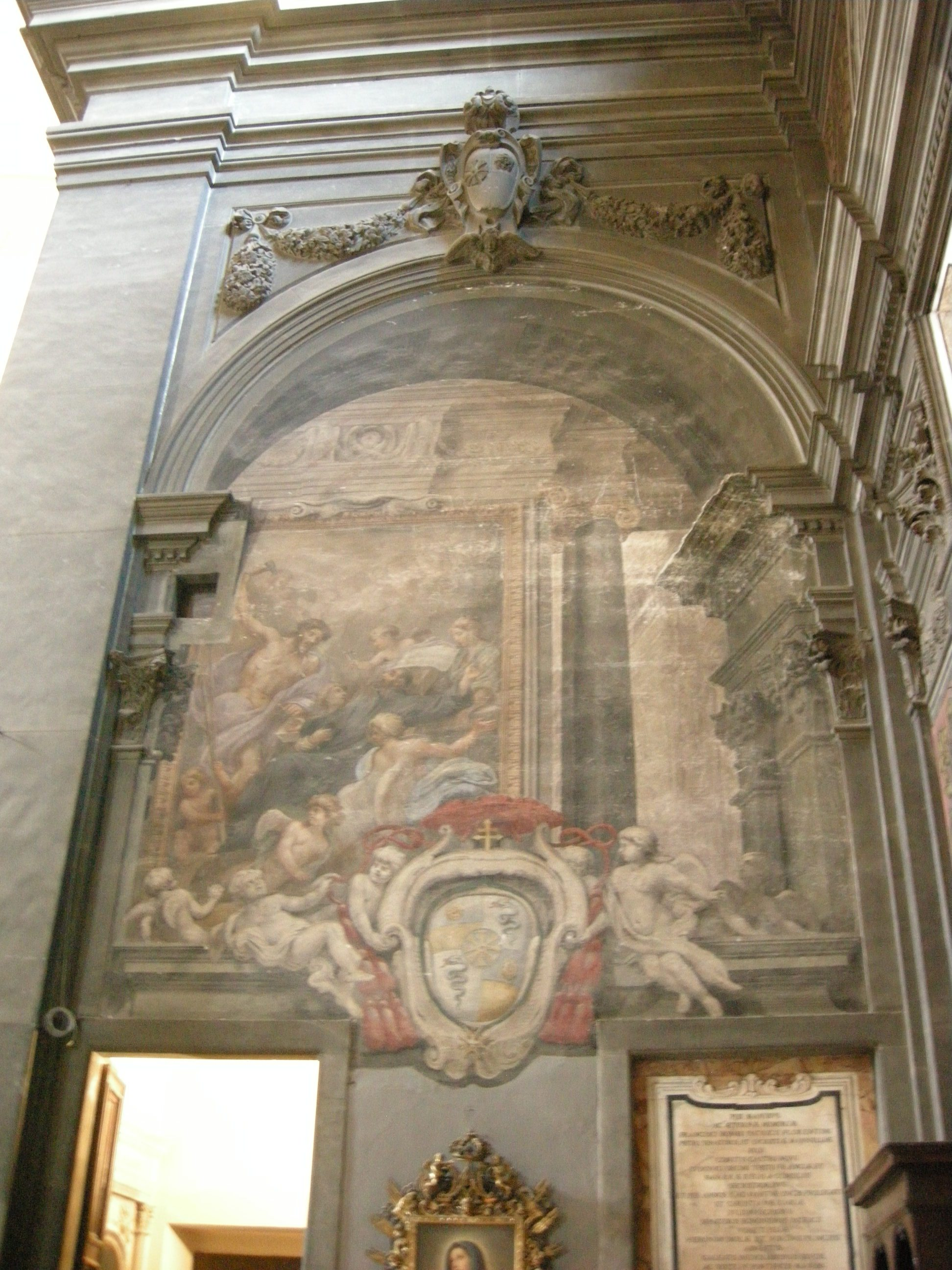
Saint Gaetan reçoit les stigmates de la Passion, église San Gaetano, Florence

Jacopo Chiavistelli ou Giacomo (né le 2 juin 1621 à Florence et mort le 27 avril 1698  dans la même ville) est un peintre italien  actif pendant la période baroque, principalement dans sa ville natale de Florence et spécialisé dans la quadratura et la perspective illusionniste.

## Biographie
Jacopo Chiavistelli s'est formé à Florence auprès de Fabrizio Boschi, Mario Balassi et Bartolomeo Neri, puis à Bologne auprès de Angelo Michele Colonna et Agostino Mitelli, deux peintres spécialisés en quadratura.
Chiavistelli importa ce style à Florence en créant une école d'où sont issus les principaux peintres florentins du genre : Rinaldo Botti, Lorenzo del Moro, Giuseppe Tonelli et Benedetto Fortini.
Luigi Lanzi  a été le premier érudit à définir l'atelier de Chiavistelli comme étant une vraie école : 

« una nuova scuola vi nacque, il cui fondatore fu Jacopo Chiavistelli, pittore di gusto solido, e sobrio più che molti del suo tempo
Une nouvelle école y nait, dont le vrai fondateur est Jacopo Chiavistelli, peintre de meilleur goût affirmé et sobre que bon nombre de ses contemporains. »

— Luigi Lanzi, Storia pittorica della Italia, dal risorgimento delle belle arti fin presso al fine del XVIII secolo, p.265
Il a aussi exercé en tant que scénographe.
Jacopo Chiavistelli  est mort à Florence le 27 avril 1698 et est enterré dans l'église San Felice in Piazza.

## Œuvres
- Fresques de quadratura, Palazzo Cerretani, Florence.
- Saint Gaetan reçoit les stigmates de la Passion, fresque, église San Gaetano, Florence,
- Salle des stucs, Palazzo di Valfonda, Florence,
- Décoration de l'église Santa Maria Maddalena dei Pazzi (1669), Florence,
- Décoration de l'église Santi Michele e Gaetano (1677), Florence,
- Villa di Pratolino (1688-1696), Vaglia,
- Villa médicéenne de Poggio a Caiano (1692),
- Palazzo Corsini al Parione,
- Palazzo Pitti,